# Philautus halyi
Philautus halyi és una espècie extinta de granota que vivia a l'illa de Sri Lanka.